# Bostra innocens
Bostra innocens är en insektsart som först beskrevs av Brunner von Wattenwyl 1907.  Bostra innocens ingår i släktet Bostra och familjen Diapheromeridae. Inga underarter finns listade.